# Samsung Galaxy Note 10.1
A Samsung Galaxy Note 10.1 a Samsung cég által gyártott táblagép. A nevében szereplő 10.1 szám arra utal, hogy képernyőátmérője 10,1 hüvelyk, azaz kb. 25,65 cm. Android operációs rendszer fut rajta.
A készülék elődjének a Samsung Galaxy Note okostelefon tekinthető, melynek nagy újítása a korábban PDA-knál használt, ám az okostelefonokon ezelőtt nem alkalmazott stylus (S Pen) íróeszköz volt. Mivel az a telefon nagy népszerűségre tett szert, elkészítették táblagép változatát, ez lett a Note 10.1.
Más táblagépekhez hasonlóan kézzel vezérelhető, az S Pen használata opcionális. Ez rajzolást, és kézírás jellegű szövegbevitelt tesz lehetővé. A kézzel írt szöveg beállítás szerint egyből felismerésre kerülhet, és gépelt karakterekké alakul át. A szövegfelismerés magyar nyelven is működik.
A készülék másik újítása az osztott képernyőhasználat. Több olyan alkalmazás van rajta, mely a képernyőt megfelezve párhuzamosan látszik egymás mellett. Ez a készülék megjelenésének idején szinte teljesen egyedi megoldásnak számít, az okostelefonok és táblagépek szinte kivétel nélkül egyszerre csak egy alkalmazás megjelenítésére képesek.

## Története
A készüléket eredetileg 2012. február 27-én mutatták be Barcelonában, ám a gyártó végül nem dobta piacra, hanem áttervezte. A végleges megjelenés 2012. augusztus 6-án volt, ekkorra a készülék hardverét feljavították.